# Emily Wilson
Emily Wilson (Westminster (Colorado), 29 de mayo de 1985) es una actriz estadounidense.

## Carrera
Wilson comenzó su carrera como actriz en 2005 en la serie de televisión "NCIS". En 2006, "KTLA Morning News". En 2007, Wilson fue una estrella invitada en "MADtv", "Californication" y "Side Order of Life".
Wilson estaba en Meet the Spartans (2008) y The House Bunny (2008). En 2009, fue actriz invitada en "Secret Girlfriend". En 2010, Wilson fue en la película independiente "Boys & Girls Guide To Getting Down" y "LA Vampiro". Ella también fue estrella invitada en "Entourage" y "How I Met Your Mother" en 2010. Wilson entonces estrella invitada en "Par de reyes", "CSI: Nueva York" "Nick Swardson's Pretend Time" "Bones" "The Newsroom" y "Hello Ladies".

## General Hospital
En 2012, Wilson formó parte del elenco de ABC "General Hospital", como Ellie Trout. Apareció por primera vez el 14 de septiembre de 2012. La fecha de transmisión anticipada estaba confundido por algunos con la de Teresa Castillo papel como Sabrina Santiago, que luego apareció septiembre 19. Un representante de la feria confirmó más tarde que Wilson había unido al elenco de manera recurrente. El 12 de diciembre de 2013, se anunció que Wilson, así como Bradford Anderson, podría salir de la serie. Wilson (trout) regresó en 2014 y 2015.

## Vida personal
En 2015, se comprometió con el actor Adhir Kalyan, de Rules of Engagement (serie de televisión).

## Filmografía

### Película
| Año  | Título                               | Personaje              | Notas                                                           | Referencia |
| 2008 | "Meet the Spartans"                  | Lindsay Lohan Parecido | Americana Parodia dirigido por Jason Friedberg y Aaron Seltzer. |            |
| 2008 | "The House Bunny"                    | Brittany               | Comedia romántica dirigido por Fred Wolf.                       |            |
| 2010 | "Boys & Girls Guide To Getting Down" | Angela                 | Una película independiente dirigida porPaul Sapiano.            |            |
| 2010 | "L.A. Vampire"                       | Megan                  | Dirigido por Ryo Rex.                                           |            |
| 2011 | "The Hike"                           | Sarah                  | Dirigido por Walter Michael Bost.                               |            |
| 2011 | "Can You Watch This"                 | Ashley                 | Cortometraje dirigido por Jack McWilliams.                      |            |
| 2014 | "The Secret Lives of Dorks"          | Karen                  | Dirigido por Salomé Breziner.                                   |            |

### Televisión
| Año          | Título                         | Personaje                     | Notas                                                                                             | Ref |
| ------------ | ------------------------------ | ----------------------------- | ------------------------------------------------------------------------------------------------- | --- |
| 2005         | "NCIS"                         | Joven Hanna Lowell            | Episodio: (S 2:Ep 22)                                                                             |     |
| 2006         | "KTLA Morning News"            | La Audition Revela - Ganador  |                                                                                                   |     |
| 2007         | MADtv                          | Graduada de preparatoria      | Episodio: "Episode 22" (S 12:Ep 22)                                                               |     |
| 2007         | "Californication"              | P.Y.T                         |                                                                                                   |     |
| 2007         | "Side Order of Life"           | Veronica                      | Episodio: "Aliens" {S 1:Ep 11}                                                                    |     |
| 2009         | "Secret Girlfriend"            | Nikki                         | Episodio: "You Learn to Appreciate Life" (S 1:Ep 2)                                               |     |
| 2009–2010    | "Disaster Date"                | Ella misma                    | Un programa de MTV Cámara oculta en el que un actor va a tener una cita a ciegas con una persona. |     |
| 2010         | "Entourage"                    | Amy                           | Episodio "Buzzed" (S 7:Ep 2)                                                                      |     |
| 2010         | "How I Met Your Mother"        | Hija de Marshall              | Episodio :"Baby Talk" (S 6:Ep 6)                                                                  |     |
| 2011         | "Par de reyes"                 | Gertrude                      | Episodio: "The Young and the Restless" (S 2:Ep 19)                                                |     |
| 2011         | "CSI: Nueva York"              | Colette                       | Episodio: "Vigilante" (S 7"Ep 15)                                                                 |     |
| 2011         | "Nick Swardson's Pretend Time" | Mujer                         | Episodio: "Show Me on the Doll" (S 2:Ep 2)                                                        |     |
| 2011         | "Nick Swardson's Pretend Time" | Esposa                        | Episodio: "Flying Stripper" (S 2:Ep 6)                                                            |     |
| 2011         | "Bones"                        | Emma                          | Episodio: "The Twist in the Twister" (S 7:Ep 5)                                                   |     |
| 2012         | "The Newsroom"                 | Shannon Bryer                 | Episodio: "I'll Try to Fix You" (S 1:Ep 4)                                                        |     |
| 2012–present | "General Hospital"             | Ellie Trout                   | Recurrente                                                                                        |     |
| 2013         | "New Girl"                     | Carol                         | Episodio: "Chicago" ( S 2:Ep 20)                                                                  |     |
| 2013         | "Hello Ladies"                 | Mujer en un casting de tampón | Episodio: "The Date" (S 1:Ep 3)                                                                   |     |
| 2014         | "Castle"                       | Grace Jacobs                  | Episodio: "Dressed To Kill" (S 6:Ep 14)                                                           |     |
| 2014         | "The Newsroom"                 | Shannon Bryer                 | Episodio: "Main Justice" (S 3:Ep 3)                                                               |     |